# Їржі Кралик
Їржі Кралік (чеськ. Jiří Králík; нар. 11 квітня 1952, Готвальдов, Чехословаччина) — чехословацький хокеїст, воротар. Чемпіон світу 1985 року. Член зали слави чеського хокею.

## Клубна кар'єра
В чемпіонаті Чехословаччини грав за ТЕ із Готвальдова (1973–1976, 1983–1985) та їглавську «Дуклу» (1976–1983). Двічі здобував золоті нагороди національного чемпіонату (1982, 1983). Всього в лізі провів 420 матчів. В 1985 році був визнаний найкращим хокеїстом року у Чехословаччині. Останні два сезони провів за німецький клуб «Розенгайм» (1985–1987).

## Виступи у збірній
У складі національної збірної був учасником двох Олімпіад (1980, 1984). У Сараєво здобув срібну нагороду.
Брав участь у чотирьох чемпіонатах світу та Європи (1979, 1982, 1983, 1985). На світових чемпіонатах виграв одну золоту (1985) та три срібні (1979, 1982, 1983) нагороди. Віце-чемпіон Європи 1979, 1983, 1985; третій призер 1982. На двох турнірах визнавався найкращим воротарем (1982, 1985). Двічі обирався до символічної збірної чемпіонатів світу (1982, 1985). На чемпіонатах світу та Олімпійських іграх провів 40 матчів, а всього у складі національної збірної — 102 матчі. У розіграшу Кубка Канади 1981 провів один матч.

## Нагороди та досягнення

### Командні
| Нагороди                 | Команда          | Кіл. | Роки             |
| ------------------------ | ---------------- | ---- | ---------------- |
| Олімпійські ігри         |                  |      |                  |
| Срібло                   | Чехословаччина   | 1    | 1984             |
| Чемпіонат світу          |                  |      |                  |
| Золото                   | Чехословаччина   | 1    | 1985             |
| Срібло                   | Чехословаччина   | 3    | 1979, 1982, 1983 |
| Кубок Канади             |                  |      |                  |
| Півфінал                 | Чехословаччина   | 1    | 1981             |
| Чемпіонат Європи         |                  |      |                  |
| Срібло                   | Чехословаччина   | 3    | 1979, 1983, 1985 |
| Бронза                   | Чехословаччина   | 1    | 1982             |
| Чемпіонат Чехословаччини |                  |      |                  |
| Золото                   | «Дукла» (Їглава) | 2    | 1982, 1983       |
| Бронза                   | ТЕ (Готвальдов)  | 1    | 1985             |

### Особисті
| Нагороди                           | Кіл. | Роки       |
| ---------------------------------- | ---- | ---------- |
| Найкращий воротар чемпіонату світу | 2    | 1982, 1985 |
| Символічна збірна чемпіонату світу | 2    | 1982, 1985 |
| Золота ключка                      | 1    | 1985       |